# 刘江 (导演)

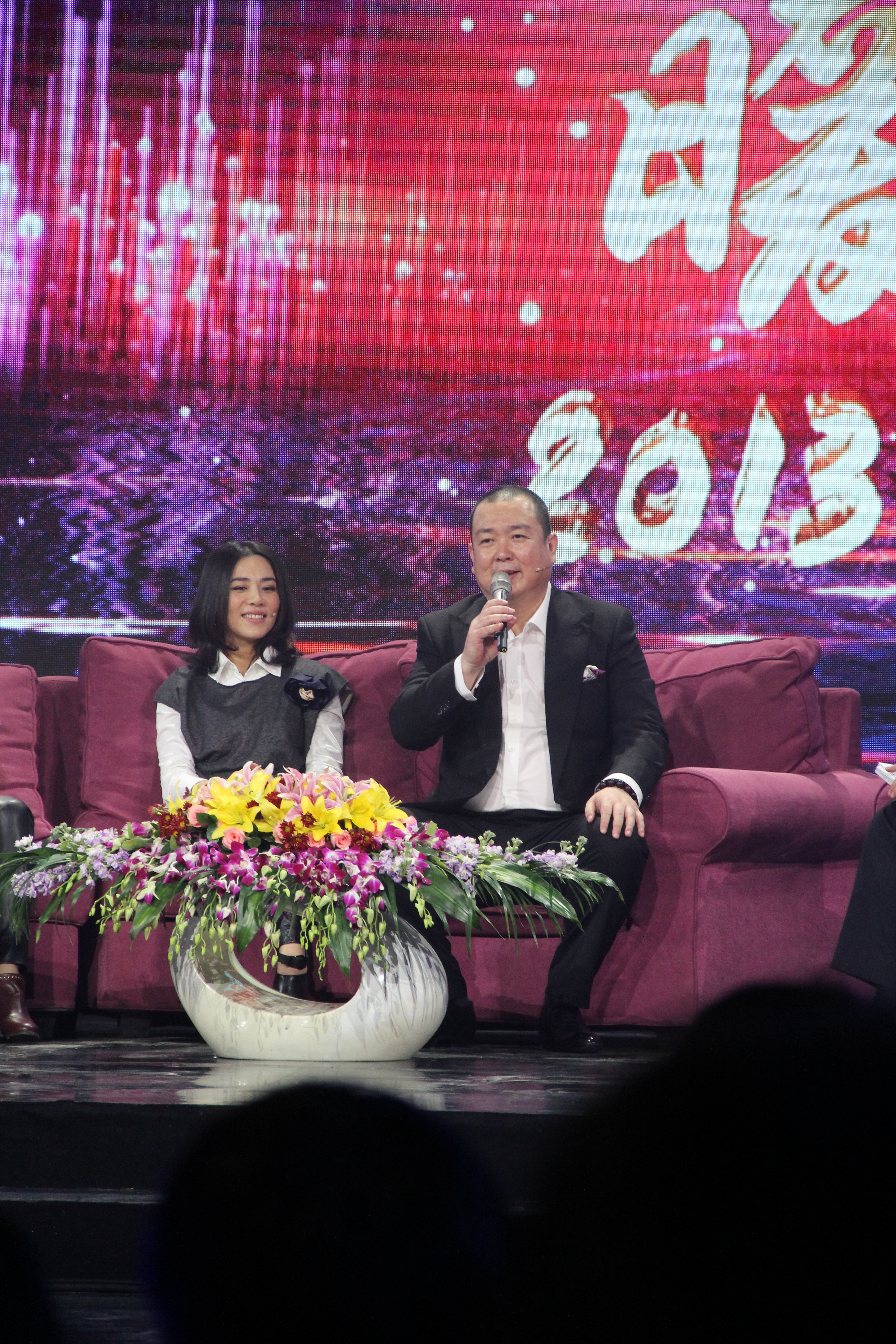
刘江与其妻子王彤做客《艺术人生》。

刘江（1969年2月8日—），山東長島縣人，中国电影电视独立导演。1992年毕业于北京电影学院表演系，曾任天星唱片公司签约歌手，1995年以个体户身份重回影视圈，2003年执导电视连续剧《铁血青春》。2009年执导电视连续剧《媳妇的美好时代》获得巨大成功。之后又执导《黎明之前》、《誓言今生》、《乱世三义》、《咱们结婚吧》、《咱们相愛吧》、《老酒馆》等多部热播电视连续剧。2014年以《咱们结婚吧》获得上海电视节白玉兰奖最佳导演奖和中国电视金鹰奖最佳导演奖，2020年以《老酒馆》获得中国电视剧飞天奖优秀导演奖，成为目前中国电视三大奖导演奖大满贯获得者之一。

## 生平
1969年2月8日生于山东长岛，其父是解放军军官。1976年随父母转业回祖籍湖南宁乡读小学、中学。1988年考入北京电影学院表演系。1992年从电影学院毕业，试图去香港发展未成。同年考入东方歌舞团任通俗歌手，后签约为天星唱片公司歌手。1995年成为自由职业者。1998年创作剧本《校园生活》被采用。1999年在北影同学王维明执导的电视连续剧《福禄双全》中，参与编导工作。2001年与刘方合作创作电视连续剧《犯罪嫌疑人》剧本，该剧导演王文杰。2002年与刘方、丁天合作创作电视剧剧本《铁血青春》。
2003年经北影校友吴宏亮介绍，受中影集团韩三平之邀独立执导电视连续剧《铁血青春》，获得好评。2005年受华录百纳老总刘德宏之邀，执导都市情感电视剧《岁月》(胡军、梅婷、于和伟主演，因某种原因2008年才首播），该片业内评价很高，标志着刘江导演艺术的成熟，自此之后片约不断，陆续执导了电视剧《局中局》（2006年，于和伟、许晴主演）、《雪狼》（2007年，辛柏青、苗圃主演）、《满堂爹娘》（2008年，姜武、闫学晶、张少华主演）。
2008年执导电影《即日启程》（范伟、居文沛、刘桦主演），该片获得2009年第16届北京大学生电影节最佳处女作奖。
2009年初，执导电视连续剧《媳妇的美好时代》，大胆选用当时尚不出名的海清、黄海波为主演，选用柏寒为配演，年底在上海电视台首播，2010年在全国热播。2010年6月该剧获得第16届中国电视白玉兰奖电视剧银奖，剧中女配角演员柏寒获得本届白玉兰最佳女演员奖。9月该剧又获得第25届中国电视金鹰奖优秀电视剧奖。主演海清与黄海波同获金鹰奖最受观众喜爱的男女演员奖。2011年，《媳妇的美好时代》获得第28届中国电视剧飞天奖优秀导演奖提名。主演海清凭此剧获得飞天奖最佳女演员奖。配角演员林雨申和张佳宁也开始受到关注。
2010年执导《黎明之前》（吴秀波、林永健、海清主演）、2011年6月该剧获得第17届白玉兰奖最佳长篇电视连续剧金奖，第17届白玉兰奖最佳导演奖提名，同时获得观众网络投票最佳导演奖。这是他获得的第一个导演专业奖，时年42岁。8月该剧获得第28届飞天奖长篇电视连续剧二等奖。2012年9月获得第26届金鹰奖优秀电视剧奖。被刘江大胆启用为主演的吴秀波获得白玉兰奖观众网络投票最佳男演员奖，和金鹰奖最受欢迎男主角奖，从此进入一线男星行列。配角演员张晞临表演出色，引人关注。
2011年刘江成立了自己的制片公司，北京完美蓬瑞影视文化有限公司，开始从早期策划、投资环节，以及后期发行环节，全面参与影视剧的编导制作。当年合作投资并执导国安反特剧《誓言今生》（郭晓东、姜武、李雪健主演）。该剧从2012年2月在央视一套黄金档首播，继而全国热播。当年9月获得第26届中国电视金鹰奖优秀电视剧奖，和最佳导演奖提名。2013年12月该剧又获得第29届飞天奖长篇电视连续剧一等奖。以后刘江执导的影剧，均参与制片投资。
2012年执导《乱世三义》（黄海波、田小洁、张晞临、童蕾主演），当年12月在江苏城市频道首播，继而全国热播。但是该剧叫座不叫好，由于某种尚未披露的原因，评论界对该剧一片静悄悄，刘江曾跟记者说这部戏是让他流泪最多的戏。
2012年9月刘江作品《媳妇的美好时代》（北京选送）和《誓言今生》（江苏、上海选送）同时获得第12届中国五个一工程奖优秀电视剧奖。
2012年8月1日开机执导爱情轻喜剧《咱们结婚吧》（黄海波，高圆圆主演），2013年11月6日该剧在央视综合频道黄金剧场和湖南卫视金鹰独播剧场同步首播，电视观众人次达6.7亿，两台平均收视率破5，创下十年来电视台黄金档收视率最高纪录。在优酷等12家视频网站的总播放量也达到了40亿，创当年网播历史记录。2014年6月刘江获得第20届白玉兰奖最佳导演奖，10 月获得第27届金鹰奖最佳导演奖，以及第13届华鼎奖中国百强电视剧最佳导演奖、第18届北京影视春燕奖最佳导演奖、第3届中国电视剧导工委评选表彰2014年度最佳电视剧奖、最佳导演奖。
2014年12月开机执导电影版《咱们结婚吧》，观众期待的男主演黄海波因为出事被换成了姜武，女主演仍然是高圆圆。虽然姜武在剧中表演很出色，但是很多影迷依旧不买账。该影片获得三亿票房，由董冬冬作曲的主题曲很受欢迎，可惜与奖项无缘。在该剧配角演员中，刘江启用的新人王自健开始受到观众关注。
2015年1月开机监制拍摄《黎明决战》（刘诗诗，王千源主演），4月收工，于2017年3月在北京上海两地同时首播，之后在腾讯视频、爱奇艺、芒果TV上网播。
2015年8月开机监制都市愛情劇《咱们相愛吧》（張靜初、張歆藝、秦嵐主演），2016年11月在湖南卫视首播。
2017年6月开机执导留学生归国题材青春时尚剧《归去来》，唐嫣、罗晋主演，在配角演员中刘江还选用了黄海波的妻子曲栅栅，该剧部分外景在美国拍摄，2018年5月在北京卫视于上海卫视同时首播。刘江在该剧中展示了一种现代动感新风格，深受青少年观众追捧。10月该剧获得第14届中美电视电影节年度最佳电视剧金天使奖。11月获得第24届华鼎奖最佳导演奖，刘江公司完美蓬瑞影视获得第24届华鼎奖最佳制作机构奖。12月获得中国电视剧制作业（2018）年度优秀剧集。2019年2月获得首届中加电视节电视剧一等奖和最佳导演奖。3月刘江获得2019中国电视剧导演TOP100权力榜第一名。6月获得第25届白玉兰奖最佳电视剧奖提名，同月还获得2019迈阿密-美洲中国电视艺术周金珍珠奖电视剧金奖。8月《归去来》及《咱们相爱吧》获得第十二届电视制片业十佳电视剧奖 ；刘江获得第十二届电视制片业十佳电视剧导演奖。另外《归去来》还在“创新中国”、电视指南、TV地标、新浪微博电视剧大赏、匠人之道、电视剧品质盛典、酷云互动、影响中国传媒等机构举办的评奖活动中获奖。
刘江除了擅长拍摄市民家庭和青年时尚生活之外，他对东北地方和民国历史题材有特别的偏好，2018以前曾执导过3部东北民国题材剧（《雪狼》（2007）、《乱世三义》（2012）和《黎明决战》（2015），对民国时代的东北地区进行了深入研究。2018年9月，刘江在东北牡丹江市开机执导46集东北民国大戏《老酒馆》，他要把史诗感融入剧中，展示新的艺术风格。刘江与《老酒馆》编剧高满堂是第二次合作（第一次是2009年合作22集市民生活剧《满堂爹娘》），熟悉彼此戏路。主演团队陈宝国、秦海璐、冯雷、刘桦、程煜、冯恩鹤都是中国一流大腕儿。该剧2019年8月在北京卫视和广东卫视首播，继而全国热播，反响巨大，好评如潮。而早在1月尚未拍摄完成时，该剧获得匠人之道2019“权力榜”行业大会奖2019年度最受期待电视剧。2019年11月5日《老酒馆》首先获得第15届中美电视节金天使奖年度最佳电视剧奖，此后陆续获得匠人之道权力榜、TV地标、中国电视剧(网络剧)产业表彰大会、新时代国际电视节、时评年选、中国大学生电视节、《综艺报》、北京影视榜样、人民日报、鹰眼匠心榜、国家广电总局、城市之星”国剧等机构颁发的奖项。重要的获奖有2019年12月10日第26届华鼎奖中国百强电视剧最佳导演奖，2020年8月7日第26届白玉兰奖最佳导演奖提名，9月15日第30届金鹰奖最佳导演奖提名，9月28日第32届飞天奖优秀导演奖。至此刘江成为中国第二位获得中国官方三大电视奖（飞天《老酒馆》、金鹰《咱们结婚吧》、白玉兰《咱们结婚吧》）最佳导演奖大满贯导演（第一位郑晓龙）。
2020年初，武汉爆发非典肺炎疫情。5至6月刘江与张黎等多名导演合作执导反映抗役斗争的报告文学剧《在一起》。全剧有10个单元，刘江负责独立执导第5单元《搜索24小时》，该单元讲述北京某防疫中心医护人员的英雄事迹。主演黄景瑜、李小冉、郭涛。全剧于6月底杀青。9月29日在全国开播。该剧获得第27届上海电视节白玉兰奖最佳电视剧奖和第33届中国电视艺术飞天奖最佳电视剧奖。自2020年1月23日至2023年1月8日，整个疫情防控时期，刘江经历了《在一起》、《光荣与梦想》和《温暖的甜蜜的》三个戏的拍摄，有段时间还被封在上海，他和他的剧组平安无恙。
2020年7月1日，刘江执导纪念中共建党100周年40集历史剧《光荣与梦想》在横店开机。该剧表现了从1921年到1952年中共的重大历史事迹，剧中出现300多名历史人物，有大量战争场面，是一个高成本的大制作。编剧赵宁宇，领衔主演唐国强、侯京健、黄晓明、佟瑞欣、刘劲、张桐、吴刚、王丽坤、马少骅、李小冉、王劲松、高圆圆、聂远等。2021年5月25日在东方卫视、北京卫视首播，并在腾讯视频、爱奇艺和优酷网同步播出。该剧在当年12月27日获得第32届华鼎奖最佳导演奖（刘江）、最佳男演员（唐国强）、最佳女演员（王丽坤）、最佳歌曲（作词陈曦、作曲董冬冬、演唱周深）。2021年获得金鹰奖和飞天奖多项提名。另外还获得TV地标、新时代国际电视节、综艺报、影视榜样、国家广播电视总局、酷云、指尖榜剧集作品、澳涞坞国际电视节、中美电视节等机构颁发的多项大奖。
2022年执导现代都市情感剧《温暖的甜蜜的》（宋茜、陈妍希、陆毅、经超、孙坚等主演）。该剧于2023年5月3日在湖南卫视播出，并在芒果TV网站同步播出 。同年获得第19届中美电视节-年度金天使奖电视剧 。

### 近况
2023年9月12日刘江当选中国电视艺术家协会副主席。
2024年筹备拍摄的项目有当代题材《静谧之蓝》、民国题材《姑妈的子弹》、《临渊》。
2024年4月下旬《静谧之蓝》项目确认，男主角为张鲁一，女主角为高圆圆。5月25日，该剧改名为《安全危机》，在青岛开机。9月25日杀青。
2024年12月25日在腾讯娱乐白皮书发布会上作为电视剧篇章引言人发表演讲 。
2024年12月30日因《温暖的甜蜜的》获得第十五届澳门电视节金莲花奖最佳导演奖。
2025年4月28日，电视剧［安全危机］改名为「绝密较量」在中央电视台综合频道黄金时间首播。

## 重要获奖
| 2010 | 《媳妇的美好时代》 | 第28届中国电视剧飞天奖     | 优秀导演奖 | 提名 |
| 2011 | 《黎明之前》       | 第17届上海电视节白玉兰奖   | 最佳导演奖 | 提名 |
| 2011 | 《黎明之前》       | 第17届白玉兰奖观众网络投票 | 最佳导演奖 | 获奖 |
| 2012 | 《誓言今生》       | 第26届中国电视金鹰奖       | 最佳导演奖 | 提名 |
| 2013 | 《咱们结婚吧》     | 第20届上海电视节白玉兰奖   | 最佳导演奖 | 获奖 |
| 2013 | 《咱们结婚吧》     | 第13届华鼎奖               | 最佳导演奖 | 获奖 |
| 2013 | 《咱们结婚吧》     | 第27届中国电视金鹰奖       | 最佳导演奖 | 获奖 |
| 2018 | 《归去来》         | 第24届华鼎奖               | 最佳导演奖 | 获奖 |
| 2018 | 《归去来》         | 第12届电视制片业十佳导演奖 | 最佳导演奖 | 获奖 |
| 2019 | 《老酒馆》         | 第26届华鼎奖               | 最佳导演奖 | 获奖 |
| 2019 | 《老酒馆》         | 2019年度国剧盛典           | 品质导演奖 | 获奖 |
| 2020 | 《老酒馆》         | 第32届中国电视剧飞天奖     | 优秀导演奖 | 获奖 |
| 2020 | 《老酒馆》         | 第30届中国电视金鹰奖       | 最佳导演奖 | 提名 |
| 2020 | 《老酒馆》         | 第26届上海电视节白玉兰奖   | 最佳导演奖 | 提名 |
| 2022 | 《光荣与梦想》     | 第32届华鼎奖               | 最佳导演奖 | 获奖 |

## 媒体评价
- 《光明日报》：梳理刘江的作品不难发现，一个突出特点是丰富多样。无论是描绘当下生活的家庭剧《媳妇的美好时代》、励志剧《归去来》，还是回望历史岁月的谍战剧《黎明之前》、年代剧《老酒馆》、革命历史剧《光荣与梦想》，或是幽默诙谐的喜剧片《即日启程》、爱情片《咱们结婚吧》，内容涉猎题材广泛，呈现风格迥异，几乎每次都能将一种风格做到极致、把一类题材拍成爆款（闻逸：《坚守现实主义创作风格——评刘江影视作品的艺术特色》《光明日报》（ 2024年04月03日 15版））[18]。

## 主要作品及获奖
- 电影《即日启程》（2008）
  - 2009年，第十六届北京大学生电影节最佳处女作奖

- 电视剧《媳妇的美好时代》（2009）
  - 2010年，上海电视节白玉兰奖最佳电视剧银奖
  - 2010年，搜狐网第一季度最佳电视剧奖
  - 2010年，华鼎都市类最佳电视剧奖
  - 2010年，第25届金鹰奖优秀电视剧奖
  - 2011年，第28届飞天奖长篇电视剧一等奖
  - 2011年，第28届飞天奖优秀导演奖提名
  - 2010年，东京国际电视节获最佳海外电视剧奖

- 电视剧《黎明之前》（2010）
  - 2010年，新浪2010网络盛典年度电视剧
  - 2010年，国剧盛典十佳电视剧
  - 2010年，国剧盛典特别贡献奖（刘江）
  - 2010年，优酷指数年度影视剧　
  - 2010年，“2010中国娇子新锐榜”年度电视剧
  - 2010年，搜狐冬季电视剧互联网盛典最佳电视剧奖
  - 2010年，搜狐冬季电视剧互联网盛典最佳导演
  - 2010年，搜狐娱乐盛典年度新锐电视导演
  - 2011年，华鼎奖电视剧满意度第一名
  - 2011年，第17届上海电视节白玉兰奖观众票选最具实力导演（刘江）
  - 2011年，第17届上海电视节白玉兰奖最佳电视连续剧金奖
  - 2011年，第17届上海电视节白玉兰奖观众票选最具吸引力电视剧
  - 2011年，第28届飞天奖长篇电视剧二等奖
  - 2012年，第26届中国电视金鹰奖优秀电视剧

- 电视剧《誓言今生》（2011）	
  - 2012年 第12届全国精神文明建设“五个一工程”奖优秀电视剧奖；
  - 2012年 第26届中国电视金鹰奖最佳导演奖提名；
  - 2012年 第26届中国电视金鹰奖优秀电视剧；
  - 2013年 第29届飞天奖长篇电视连续剧一等奖；
  - 2013年 第19届白玉兰奖最佳电视剧奖提名；

- 电视剧《咱们结婚吧》（2013）
  - 2013年，国剧盛典十佳电视剧
  - 2014年，第20届上海电视节白玉兰奖最佳电视剧银奖
  - 2014年，第20届上海电视节白玉兰奖最佳导演奖（刘江）
  - 2014年，第13届华鼎奖电视剧最佳导演（刘江）
  - 2014年，第27届中国电视金鹰奖最佳导演奖（刘江）
  - 2014年 第18届北京影视春燕奖最佳导演奖；
  - 2014年 第3届中国电视剧导工委评选表彰2014年度最佳电视剧奖、最佳导演奖。
  - 2015年 第十届电视制片业十佳电视剧导演奖；

- 电视剧《咱们相爱吧》（2016）	
  - 2019年 第十二届电视制片业十佳电视剧奖。

- 电视剧《归去来》（2018）	
  - 2018年 第24届华鼎奖中国百强电视剧最佳导演奖；
  - 2018年 第14届中美电视电影节年度最佳电视剧金天使奖；
  - 2018年 首届中加电视节最佳导演奖；
  - 2018年 首届中加电视节电视剧一等奖；
  - 2019年 第25届白玉兰奖最佳电视剧奖提名；
  - 2019年 第十二届电视制片业十佳电视剧导演奖；
  - 2019年 第十二届电视制片业十佳电视剧奖 ；
  - 2019年 电视剧品质盛典年度品质导演奖；
  - 2019年 迈阿密-美洲中国电视艺术周金珍珠奖—电视剧金奖；
  - 2019年 入选国家广播电视总局“2018年中国电视剧选集”。
  - 2020年 第32届中国电视剧飞天奖优秀电视剧奖提名。

- 电视剧《老酒馆》（2019）	
  - 2019年 第26届华鼎奖中国百强电视剧最佳导演奖；
  - 2019年 第15届中美电视节金天使奖年度最佳电视剧奖；
  - 2019年 首届新时代国际电视节新中国成立70周年全国十佳电视剧导演奖；
  - 2019年 首届新时代国际电视节新时代2019年度全国最佳电视剧；
  - 2019年 第八届中国大学生电视节最受大学生瞩目电视剧奖；
  - 2019年 《综艺报》年度影响力盛典年度导演奖；
  - 2019年 《综艺报》年度影响力盛典年度剧集奖；
  - 2019年 国剧盛典年度品质导演奖；
  - 2019年 北京影视榜样总评榜年度最佳导演奖；
  - 2019年 北京影视榜样总评榜年度品质剧集奖；
  - 2019年 人民日报年度正能量榜年度剧集奖；
  - 2020年 第32届中国电视剧飞天奖优秀导演奖；
  - 2020年 第32届中国电视剧飞天奖优秀电视剧奖；
  - 2020年 第30届金鹰奖最佳导演奖提名；
  - 2020年 第30届金鹰奖优秀电视剧提名；
  - 2020年 第26届白玉兰奖最佳导演奖提名；
  - 2020年 第26届白玉兰奖最佳电视剧奖提名；
  - 2020年 国家广电总局优秀海外传播作品；
  - 2020年 入选国家广播电视总局“2019年中国电视剧选集”。
  - 2022年 “城市之星”国剧颁奖礼优秀导演奖；

- 电视剧《在一起·搜索24小时》（2020）	
  - 2021年 入选国家广播电视总局“2020年中国电视剧选集”

- 电视剧《光荣与梦想》（2021）	
  - 2021年 第32届华鼎奖中国百强电视剧最佳导演奖；
  - 2021年度综艺报年度优秀电视剧；
  - 2021年度“TV地标”年度影视人物；
  - 2021年度“TV地标”年度优秀电视剧。
  - 2021年度影视榜样总评榜年度特别贡献奖；
  - 2021指尖榜剧集作品大赏影响力电视剧；
  - 2021指尖榜剧集作品大赏影响力导演；
  - 2021年 入选国家广播电视总局“2021年中国电视剧选集”（连续4年入选）；
  - 2022年 第33届中国电视剧飞天奖优秀电视剧提名；
  - 2022年 第31届中国电视金鹰奖优秀电视剧提名；
  - 2022年 第18届中美电视节年度最佳导演奖；
  - 2022年 第18届中美电视节年度最佳制片人奖；
  - 2022年 第18届中美电视节年度金天使奖最佳电视剧奖。
  - 2022年 “未来之路”文娱责任影响力年度盛典时代征程奖剧集；

- 电视剧《温暖的甜蜜的》（2022）
  - 2023年5月3日在湖南卫视播出，并在芒果TV同步播出。获得第19届中美电视节-年度金天使奖最佳电视剧奖。
  - 2024年12月30日获得第十五届澳门电视节金莲花奖最佳导演奖。

## 刘江作品的演员
| 时间   | 片名             | 主要演员 | 表演获奖 |
| 2003年 | 铁血青春         | 姜武、梅婷 | |
| 2005年 | 岁月             | 梅婷、胡军、于和伟、施京明 | |
| 2006年 | 局中局           | 于和伟、许晴、殷桃 | |
| 2007年 | 雪狼             | 辛柏青、苗圃、刘文治、 施京明、杨童舒、赵铁钢                                                                                   | |
| 2008年 | 即日启程（影）   | 范伟、居文沛、王千源、 刘桦、任正彬、张晞临                                                                                     | |
| 2009年 | 满堂爹娘         | 姜武、闫学晶、张少华、 马精武、魏宗万、郝爱民                                                                                   | |
| 2010年 | 媳妇的美好时代   | 海清、黄海波、柏寒、 林雨申、赵铁钢、任正彬                                                                                     | 柏寒获第16届白玉兰奖最佳女演员 黄海波获第25届金鹰奖最佳男演员 海清获第25届金鹰奖最佳女演员、 海清获第28届飞天奖最佳女演员。 林雨申第16届白玉兰奖票选最具潜力男演员奖                                                |
| 2010年 | 黎明之前         | 吴秀波、林永健、海清、 任正彬、张晞临、田小洁、                                                                                 | 吴秀波获第26届金鹰奖最佳男演员 |
| 2011年 | 风语             | 胡军、郭晓冬、尹媗 孙宁、冯恩鹤、王彤                                                                                           | |
| 2012年 | 誓言今生         | 郭晓冬、姜武、李雪健、 张晞临、田小洁、任正彬                                                                                   | |
| 2012年 | 乱世三义         | 黄海波、张晞临、田小洁、 任正彬、谭峰、寒青                                                                                     | |
| 2013年 | 咱们结婚吧       | 黄海波、高圆圆、张凯丽、徐松子 刘桦、冯雷、寒青                                                                                 | 高圆圆获第20届白玉兰奖最佳女演员（提名）， 高圆圆获第27届金鹰奖最佳女演员（提名） |
| 2015年 | 咱们结婚吧（影） | 高圆圆、姜武、郑恺、 陈意涵、刘涛、屠洪刚                                                                                       | |
| 2018年 | 归去来           | 唐嫣、罗晋、张凯丽、 曲栅栅、施京明、谭峰                                                                                       | |
| 2019年 | 老酒馆           | 陈宝国、秦海璐、冯雷、 刘桦、程煜、冯恩鹤、 谭峰、刚毅、寒青、 王晓晨、姬他、陈月末、 萧兵、屠洪刚、曲栅栅                      | 陈宝国获第26届华鼎奖最佳男演员 陈宝国获第26届白玉兰奖最佳男演员 陈宝国获第30届金鹰奖最佳男演员(提名) 秦海璐获第32届飞天奖最佳女演员 秦海璐获第26届白玉兰奖最佳女演员（提名） 冯雷第26届华鼎奖最佳男配角演员（提名） |
| 2021年 | 光荣与梦想       | 侯京健、王丽坤、黄晓明、 唐国强、高圆圆、姬他、 陈月末、屠洪刚、寒青、 谭峰、王晓晨、张晞临、 萧兵、王奕盛、曲栅栅 于震、金铁锋 | 王丽坤获第32届华鼎奖最佳女演员 唐国强获第32届华鼎奖最佳男演员 |
| 2023年 | 温暖的甜蜜的     | 宋茜、陈妍希、陆毅、 经超、孙坚、孙宁、金铁锋 潘虹、田岷、白志迪、 谭峰、张可盈、施京明、 曲栅栅、冯粒、王奕盛                  | |
| 2025   | 绝密较量         | 张鲁一、高圆圆、曹炳坤、施京明                                                                                                  | |

## 刘江作品的摄影、美术、音乐
| 时间   | 片名             | 摄影         | 美术   | 作曲           |
| 2003年 | 铁血青春         | 许斌         | 余强   | 王彤宇         |
| 2005年 | 岁月             | 尚勇         | 谭小林 | 刘思军         |
| 2006年 | 局中局           | 刘子轩       | 余强   | 刘思军         |
| 2007年 | 雪狼             | 尚勇         | 窦锋   | 徐向荣         |
| 2008年 | 即日启程（影）   | 蔡抒南       | 武明   | 居文沛         |
| 2009年 | 满堂爹娘         | 尚勇         | 邓跃   | 捞仔（吴立群） |
| 2010年 | 媳妇的美好时代   | 陈昆晖       | 余强   | 刘思军         |
| 2010年 | 黎明之前         | 陈昆晖       | 余强   | 刘思军         |
| 2011年 | 风语             | 陈昆晖       | 都业刚 | 刘思军         |
| 2012年 | 誓言今生         | 陈昆晖       | 崔韧   | 刘思军         |
| 2012年 | 乱世三义         | 陈昆晖、朱伸 | 余强   | 刘思军         |
| 2013年 | 咱们结婚吧       | 陈昆晖       | 孟瑀   | 董冬冬         |
| 2015年 | 咱们结婚吧（影） | 陆一帆[德]   | 李洋   | 董冬冬、王宗贤 |
| 2018年 | 归去来           | 林诗丞       | 余强   | 董冬冬         |
| 2019年 | 老酒馆           | 刘昶君       | 余强   | 董颖达         |
| 2020年 | 光荣与梦想       | 刘昶君       | 韩忠   | 董冬冬         |
| 2022年 | 温暖的，甜蜜的   | 刘昶君       | 张鹏   | 董冬冬         |
| 2024年 | 安全危机         | 刘昶君       | 张鹏   | 董冬冬         |

## 家庭
- 妻子王彤（1973年-），影视演员。

## 北京电影学院学表演系本科88班同学
扈强、邵峰、刘江、谭峰、王维明、李婷、蒋雯丽、杨青、孟馨、袁茵、许晴、周雪征、肖雪、米学东、赵燕国。